# Aspidifrontia contrastata
Aspidifrontia contrastata är en fjärilsart som beskrevs av Louis Beethoven Prout 1921. Aspidifrontia contrastata ingår i släktet Aspidifrontia och familjen nattflyn. Inga underarter finns listade i Catalogue of Life.